# Manuel Iturra
Manuel Rolando Iturra Urrutia (ur. 23 czerwca 1984 w Temuco) – chilijski piłkarz występujący na pozycji obrońcy lub pomocnika w hiszpańskiej drużynie Villarreal CF.

## Kariera piłkarska
Manuel Iturra jest wychowankiem zespołu Club Universidad de Chile. W sezonach 2004 oraz 2009 jego zespół zwyciężał w Aperturze Chilijskiej Primera división.
W 2011 roku przeszedł do União Leiria. W trakcie sezonu 2011/2012 był wypożyczony do Realu Murcia, a latem 2012 przeszedł do Málagi.
Manuel Iturra w reprezentacji Chile zadebiutował 18 sierpnia 2005 roku, w spotkaniu przeciwko Peru. W 2007 roku został powołany na Copa América 2007.

### Statystyki klubowe
| Sezon   | Klub                 | Kraj       | Liga                      | Mecze | Bramki | Puchar Kraju | Mecze | Bramki | Rozgrywki Europy   | Mecze | Bramki |
| ------- | -------------------- | ---------- | ------------------------- | ----- | ------ | ------------ | ----- | ------ | ------------------ | ----- | ------ |
| 2003    | Universidad de Chile | Chile      | Primera División de Chile | 10    | 1      | -            | -     | -      | -                  | -     | -      |
| 2004    | Universidad de Chile | Chile      | Primera División de Chile | 26    | 1      | -            | -     | -      | -                  | -     | -      |
| 2005    | Universidad de Chile | Chile      | Primera División de Chile | 26    | 0      | -            | -     | -      | -                  | -     | -      |
| 2006    | Universidad de Chile | Chile      | Primera División de Chile | 34    | 2      | -            | -     | -      | -                  | -     | -      |
| 2007    | Universidad de Chile | Chile      | Primera División de Chile | 37    | 0      | -            | -     | -      | -                  | -     | -      |
| 2008    | Universidad de Chile | Chile      | Primera División de Chile | 14    | 0      | -            | -     | -      | -                  | -     | -      |
| 2009    | Universidad de Chile | Chile      | Primera División de Chile | 17    | 2      | -            | -     | -      | -                  | -     | -      |
| 2010    | Universidad de Chile | Chile      | Primera División de Chile | 24    | 0      | -            | -     | -      | -                  | -     | -      |
| 2010/11 | União Leiria         | Portugalia | Primeira Liga             | 11    | 0      | -            | -     | -      | -                  | -     | -      |
| 2011/12 | Real Murcia          | Hiszpania  | Segunda División          | 35    | 1      | -            | -     | -      | -                  | -     | -      |
| 2012/13 | Málaga CF            | Hiszpania  | Primera División          | 25    | 0      | -            | -     | -      | Liga Mistrzów UEFA | 8     | 2      |
| 2013/14 | Granada CF           | Hiszpania  | Primera División          | 34    | 1      | -            | -     | -      | -                  | -     | -      |
| 2014/15 | Granada CF           | Hiszpania  | Primera División          | 30    | 0      | Puchar Króla | 3     | 0      | -                  | -     | -      |
| 2015/16 | Udinese Calcio       | Włochy     | Serie A                   | 17    | 0      | Puchar Włoch | 2     | 0      | -                  | -     | -      |
| 2015/16 | Granada CF           | Hiszpania  | Primera División          | 6     | 0      | -            | -     | -      | -                  | -     | -      |
| 2016/17 | Necaxa               | Meksyk     | Liga MX                   | 34    | 0      | -            | -     | -      | -                  | -     | -      |
| 2017/18 | Necaxa               | Meksyk     | Liga MX                   | 13    | 0      | Copa MX      | 1     | 0      | -                  | -     | -      |
| 2017/18 | Málaga CF            | Hiszpania  | Primera División          | 20    | 0      | -            | -     | -      | -                  | -     | -      |
| 2018/19 | Villarreal CF        | Hiszpania  | Primera División          | 3     | 0      | -            | -     | -      | -                  | -     | -      |

Stan na: 30 października 2018 r.